# Phrosyne
Phrosyne is een kevergeslacht uit de familie van de boktorren (Cerambycidae). De wetenschappelijke naam van het geslacht werd voor het eerst geldig gepubliceerd in 1870 door Murray.

## Soorten
Phrosyne omvat de volgende soorten:
- Phrosyne brevicornis (Fabricius, 1775)
- Phrosyne viridis (Audinet-Serville, 1834)